# Shahab
Shahab (arabiska: شهاب) är ett arabiskt namn som betyder "meteor" eller "vattenkung".
Den 31 december 2007 fanns det i Sverige 145 män som hade förnamnet Shahab. Av dessa hade 119 det som tilltalsnamn/förstanamn. Det fanns även 13 kvinnor med namnet Shahab som förnamn; ingen av dessa hade det dock som tilltalsnamn. 37 personer hade Shahab som efternamn.